# Eivissa pel Canvi
Eivissa pel Canvi (ExC) és una plataforma creada l'any 2006 per fer de contrapunt a la situació política a l'illa d'Eivissa. La seva irrupció va sorgir amb el moviment de la plataforma antiautopistes No volem autopistes, que demanava la paralització de la construcció d'autopistes.
Entre 2007 i 2011 va governar, en coalició amb el PSOE, el Consell Insular d'Eivissa i els ajuntaments d'Eivissa i Sant Josep de sa Talaia. Tenia representació al Parlament de les Illes Balears, ja que a les eleccions de 2007 es va presentar en coalició amb el PSOE. Les seves dues diputades, una d'Esquerra Republicana de Catalunya i una altra, independent, s'integren en el Grup Socialista.

## Membres
Eivissa pel Canvi va passar de ser un manifest de ciutadans independents a ser una plataforma política impulsada per independents progressistes amb el suport dels partits Alternativa Esquerra Unida-Els Verds, Entesa Nacionalista i Ecologista i Esquerra Republicana de les Illes Balears.
A principis de l'any 2010 Eivissa pel Canvi va celebrar una assemblea en què, davant els conflictes interns, es va plantejar la dissolució de la formació. Un 48% dels assistents es varen mostrar contraris a la continuïtat. A la tardor d'aquest mateix any es va celebrar una altra assemblea en què es va materialitzar l'abandonament de la major part dels independents fundadors i la sortida d'ERC i ENE. Posteriorment, també Esquerra Unida de les Illes Balears va abandonar la formació, començant una nova etapa en què els membres d'ExC són persones sense afiliació a cap dels partits tradicionals.
De cara a les eleccions al Parlament de les Illes Balears de 2011 s'anuncià la sortida d'ENE i d'ERC de la coalició.Posteriorment, els partits sortits d'ExC, ERC i ENE, anunciaren que treballaven en una candidatura conjunta al marge d'ExC.